# Паэлья
Паэ́лья (кат. paella [paˈeʎa], произносится «паэ́йя») — национальное испанское и валенсийское блюдо из риса, подкрашенного шафраном, с добавлением оливкового масла. Кроме этого в паэлью могут добавляться морепродукты, овощи, курица, белое вино, зелень и специи.
Традиционно подаётся по воскресеньям или в день святого Иосифа (19 марта).
Неиспанцы часто считают паэлью национальным испанским блюдом, в то же время испанцы относят его к кухне Валенсии, где оно рассматривается как один из символов региона. Популярность паэльи в Испании и в Европе привела к появлению множества вариантов приготовления этого блюда, от оригинального валенсийского рецепта до таких разновидностей как паэлья с морепродуктами (paella de marisco), смешанная паэлья (paella mixta) и многих других видов.

## Название
Слово «Паэлья» происходит от валенсийского paella, означающего «сковорода», которое, в свою очередь, произошло от лат. patella. Paella является также родственным словом кастильскому padilla — «маленькая духовка», фр. poêle — «печь, сковорода», итал. padella — «сковорода».
Валенсийцы используют слово «паэлья» для всех видов кастрюль, включая специализированную посуду для приготовления паэльи, однако в большей части Испании и в испаноговорящей Латинской Америке термин paellera используется в этом значении чаще, хотя, как заявлено Королевской испанской академией, организацией, ответственной за регулирование испанского языка, оба термина могут равнозначно применяться. Paelleras традиционно имеют круглую форму. Они мелкие, сделаны из полированной стали с двумя ручками.

## История
Прежде чем стать королевой испанского стола, паэлья была обычной едой валенсийских крестьян. Местом её рождения считают рыболовецкую деревушку Эль Пальмаррайон возле Альбуферы — берегового озера средиземноморского побережья, отделённого от моря узкой полосой намытого песка. Завоевавшие Пиренейский полуостров в VIII веке арабы стали выращивать на этих топких землях важный компонент своего рациона — рис. Валенсийцы добавляли в него то, что было под рукой, — рыбу, улиток, стручковую фасоль, мидии, креветки, мясо птицы, крольчатину. Рис прекрасно впитывал и смешивал вкусы разнообразных ингредиентов. К началу XIX века паэлья уже была любима по всей Испании, и до сих пор она популярна, как футбол или карнавал.

## Виды
Наиболее известные
- Паэлья Валенсиана состоит из белого риса, зелёных овощей, мяса (кролика, цыплёнка, утки), улиток, бобов и приправы. В паэлье с морепродуктами мясо и улитки заменяются морепродуктами, в ней отсутствуют бобы и овощи. Большинство поваров, готовящих паэлью, используют рис под названием calasparra или bomba для приготовления этого блюда. Другие ключевые компоненты паэльи — шафран и оливковое масло.
- «Чёрный рис» (аррос негре) готовится с добавлением каракатицы, интенсивный чёрный цвет получается добавлением «чернил», выделяемых каракатицей.
- «Рис с корочкой» готовится из риса, шафрана, куриного бульона, помидоров, чеснока, курятины, белой и кровяной колбасы, сосисок и яиц.

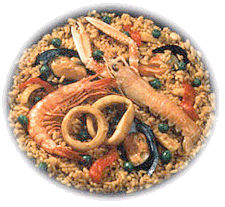
Паэлья из морепродуктов
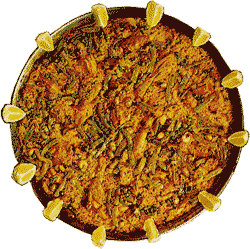
Паэлья по-валенсийски
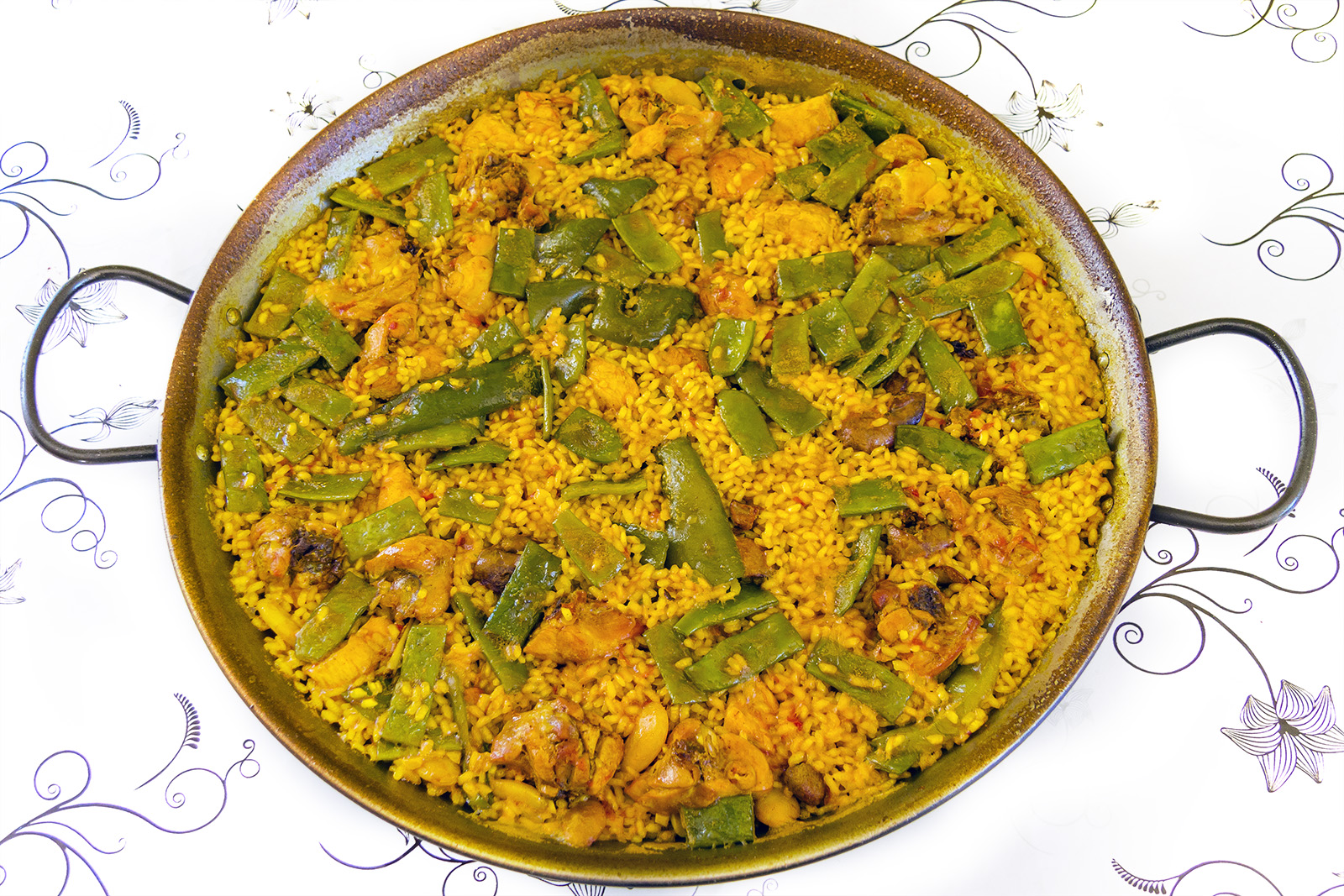
Паэлья по-валенсийски
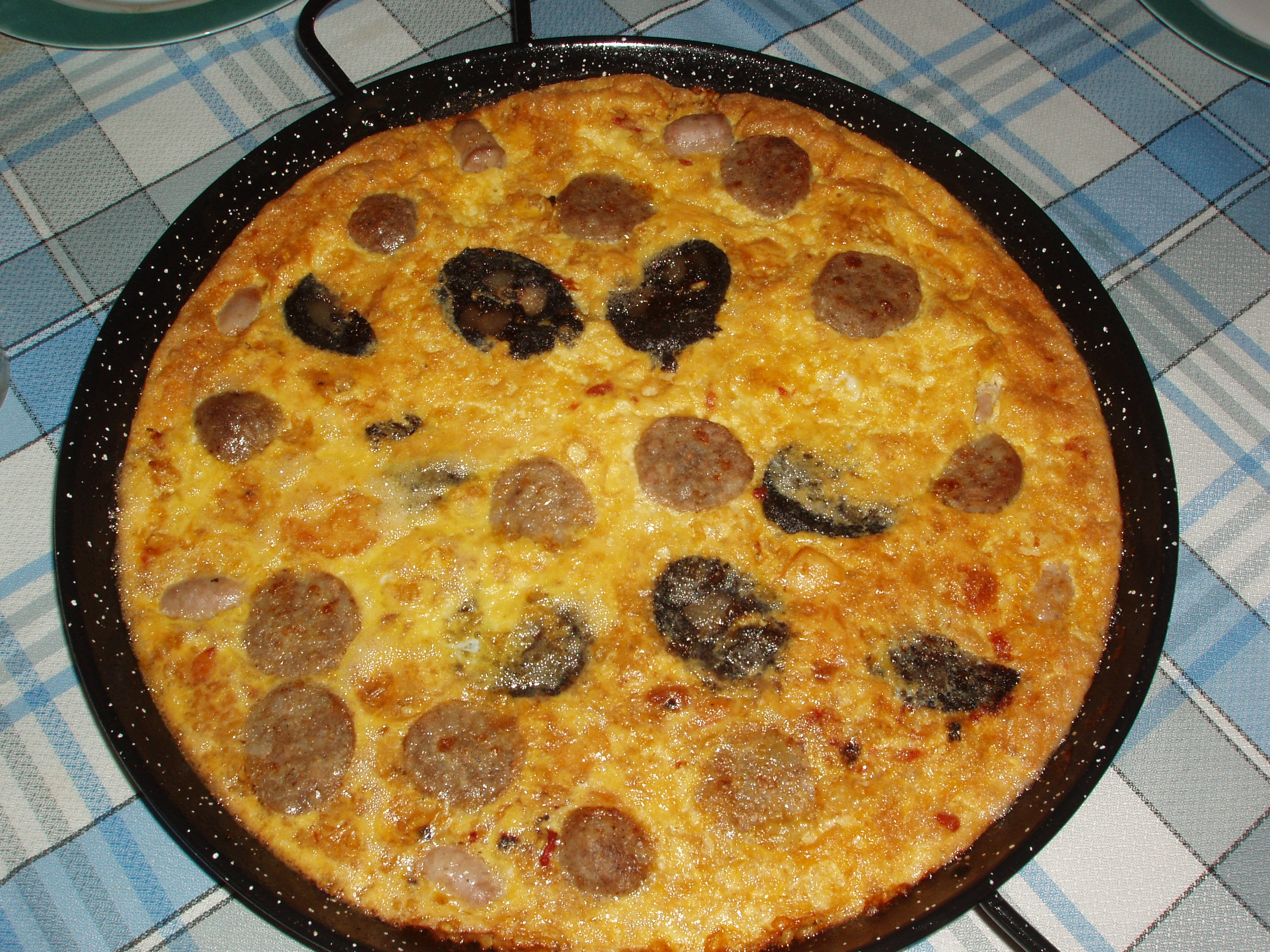
Рис с корочкой (исп. Arroz con costra)